# 西村健 (作家)
西村 健（にしむら けん、1965年7月11日 - ）は、日本の小説家。福岡県福岡市生まれ。6歳より三池炭鉱のある大牟田市で育つ。ラ・サール高等学校、東京大学工学部卒業。
大学在学中より、新宿ゴールデン街で内藤陳が経営する酒場「深夜プラス1」に通い始める。卒業後、労働省（現・厚生労働省）に入省。4年で退職してフリーライターになる。1996年、『ビンゴ』で作家デビュー。

## 文学賞受賞・候補歴
- 1996年 - 『ビンゴ』で第15回日本冒険小説協会大賞（特別部門大賞）受賞
- 2005年 - 『劫火』で第24回日本冒険小説協会大賞（国内部門）受賞。
- 2008年 - 「点と円」で第61回日本推理作家協会賞（短編部門）候補。
- 2010年 - 『残火』で第29回日本冒険小説協会大賞（国内部門）受賞。
- 2011年 - 『地の底のヤマ』で第30回日本冒険小説協会大賞（国内部門）受賞、第33回吉川英治文学新人賞受賞。
- 2012年 - 『地の底のヤマ』で第65回日本推理作家協会賞（長編及び連作短編集部門）候補。福岡県文化賞（奨励部門）受賞。
- 2014年 - 『ヤマの疾風』で第16回大藪春彦賞受賞。

## 作品リスト

### 小説
- ビンゴ（1996年8月 講談社ノベルス / 2001年1月 講談社文庫）
- 脱出（1997年9月 講談社ノベルス / 2002年7月 講談社文庫）
- ギャップ（1998年3月 角川書店 / 2012年4月 集英社文庫）
- 突破（1999年8月 講談社ノベルス / 2003年8月 講談社文庫）
- あぶく銭（2001年3月 角川書店）
  - 【改題】マネーロワイヤル（2011年4月 集英社文庫）
- 却火（2005年12月 - 2006年1月 講談社ノベルス【上・下】 / 2007年1月 - 4月 講談社文庫【全4巻】）
- 笑い犬（2006年9月 スパイス / 2008年6月 講談社文庫）
- ゆげ福シリーズ
  1. 『ゆげ福 博多探偵事件ファイル』講談社〈講談社文庫〉、2009年1月。ISBN 978-4-06-276252-6。
  2. 『はしご 博多探偵ゆげ福』講談社〈講談社文庫〉、2013年1月。ISBN 978-4-06-277456-7。
  3. 『完食！ 博多探偵ゆげ福』講談社〈講談社文庫〉、2015年9月。ISBN 978-4-06-293195-3。
- 『残火』講談社、2010年9月。ISBN 978-4-06-216488-7。
  - 『残火』講談社〈講談社文庫〉、2012年7月。ISBN 978-4-06-277293-8。
- 『地の底のヤマ』講談社、2011年12月。ISBN 978-4-06-217344-5。
  - 『地の底のヤマ 上』講談社〈講談社文庫〉、2014年11月。ISBN 978-4-06-277956-2。
  - 『地の底のヤマ 下』講談社〈講談社文庫〉、2014年11月。ISBN 978-4-06-277957-9。
- 『ヤマの疾風』徳間書店、2013年9月。ISBN 978-4-19-863663-0。
  - 『ヤマの疾風』徳間書店〈徳間文庫〉、2015年2月。ISBN 978-4-19-893939-7。
- 『仁俠スタッフサービス』集英社〈集英社文庫〉、2010年4月。ISBN 978-4-08-746563-1。
- 『光陰の刃』講談社、2016年1月。ISBN 978-4-06-219919-3。
  - 『光陰の刃 上』講談社〈講談社文庫〉、2018年2月。ISBN 978-4-06-293859-4。
  - 『光陰の刃 下』講談社〈講談社文庫〉、2018年2月。ISBN 978-4-06-293860-0。
- 『バスを待つ男』実業之日本社、2017年1月。ISBN 978-4-408-53699-6。
  - 『バスを待つ男』実業之日本社〈実業之日本社文庫〉、2020年4月。ISBN 978-4-408-55588-1。
- 『最果ての街』角川春樹事務所、2017年5月。ISBN 978-4-7584-1303-9。
  - 『最果ての街』角川春樹事務所〈ハルキ文庫〉、2020年6月。ISBN 978-4-7584-4345-6。
- 『目撃』講談社、2019年5月。ISBN 978-4-06-515606-3。
  - 『目撃』講談社〈講談社文庫〉、2021年5月。ISBN 978-4-06-523461-7。
- 『バスへ誘う男』実業之日本社、2020年4月。ISBN 978-4-408-53755-9。
  - 『バスへ誘う男』実業之日本社〈実業之日本社文庫〉、2023年2月。ISBN 978-4-408-55790-8。
- 『激震』講談社、2021年2月。ISBN 978-4-06-518349-6。
- 『バスに集う人々』実業之日本社、2023年1月。ISBN 978-4-408-53818-1。

### アンソロジー
- 『タッグ 私の相棒 警察アンソロジー』角川春樹事務所、2015年6月13日。ISBN 978-4-7584-1260-5。今野敏、柴田よしき、池田久輝、押井守、柴田哲孝、逢坂剛との共著。
  - 『私の相棒 警察アンソロジー』角川春樹事務所〈ハルキ文庫〉、2017年6月。ISBN 978-4-7584-4100-1。
- 『悪夢の行方 「読楽」ミステリーアンソロジー』徳間書店〈徳間文庫〉、2016年1月。ISBN 978-4-19-894059-1。伊岡瞬、黒崎視音、梓崎優、高嶋哲夫との共著。

### ノンフィクション
- 霞ヶ関残酷物語（2002年7月 中公新書ラクレ）
- 東京路線バス―文豪・もののけ巡り旅（2023年4月、小学館新書）